# Roza Rymbáyeva
Roza Kuanyshkyzy Rymbáyeva (en kazajo Роза Қуанышқызы Рымбаева; 28 de octubre de 1957 en Zhangiztobe, Kazajistán Oriental) es una cantante kazaja y ganadora del premio a la Mejor Artista Nacional de la [entonces] RSS de Kazajistán.

## Biografía
Rymbáyeva nació el 28 de octubre de 1957 en Zhangiztobe en el seno de una familia dedicada al trabajo ferroviario. En 1984 se graduó en la Facultad de Artes de Almatý. Años atrás, entre 1976 y 1979 fue integrante de una banda juvenil llamada Gulder donde era solista y a partir de 1979 en Arai.
Además de su carrera como cantante, también combina su trabajo con el de profesora de pop circus Republic y fue ganadora de varios concursos internacionales de música pop (Sopot, Bulgaria en 1977 y en Estambul, Turquía en 1979) y en 1983 Obtuvo el premio principal de Gala-83 de Cuba. Su repertorio incluye desde canciones nacionales hasta de compositores extranjeros. A menudo es comparada con la cantante Alla Pugacheva a pesar del diferente estilo musical de ambas.

## Discografía
- Roza Rymbaeva (1985)
- Ädemi aw (2003)
- Senimen birğemin (2006)
- 30 Jıl saxanda (2007)
- Lyubov nastala (2008)
- Roza (2009)
- Vechnaya vesna (2009)
- Jerim jañatım (2010)